# أموكر نآيت العباس (تيليشت آيت واعلو)
أموكر نآيت العباس هو دُوَّار يقع بجماعة سيدي عياد، إقليم ميدلت، جهة درعة تافيلالت في المملكة المغربية. ينتمي الدوّار لمشيخة تيليشت آيت واعلو التي تضم 10 دواوير. يقدر عدد سكانه بـ 51 نسمة حسب الإحصاء الرسمي للسكان والسكنى لسنة 2004.

## روابط خارجية
- البوابة الوطنية للجماعات الترابية
- المندوبية السامية للتخطيط